# Нурсеитов, Наужан
Наужа́н Нурсеи́тов (каз. Наужан Нұрсеитов; 1895, Копальский уезд, Семиреченская область, Туркестанский край, Российская империя — неизвестно, Талды-Курганская область, Казахская ССР) — старший чабан колхоза имени Сталина Каратальского района Талды-Курганской области, Казахская ССР. Герой Социалистического Труда (1949).

## Биография
Родился в 1895 году в крестьянской семье в одном из сельских населённых пунктов Копальского уезда.
С раннего возраста трудился в сельском хозяйстве. В 1936 году трудился чабаном в колхозе имени Сталина (позднее — имени Джансугурова) Каратальского района. В последующем был назначен старшим чабаном.
На начало 1948 года обслуживал 410 грубошёрстных овцематок. По итогам этого года вырастил в среднем по 126 ягнёнка от каждой сотни овцематок. Средний вес ягнёнка к отбивке составил 42 килограмма. Указом Президиума Верховного Совета СССР от 9 июля 1949 года удостоен звания Героя Социалистического Труда за «получение высокой продуктивности животноводства в 1948 году» с вручением ордена Ленина и золотой медали «Серп и Молот» (№ 4083).
В последующие годы продолжал показывать высокие трудовые результаты. В 1952 году вырастил в среднем по 135 ягнёнка, в 1954 году — по 140 ягнёнка и в 1955 году — по 125 ягнёнка от каждой сотни овцематок.
Вышел на пенсию в 1966 году. Проживал в Талды-Курганской области (предположительно в ауле Карашилик Аксуского района). Дата смерти не установлена.
Память
Его именем названа улица в ауле Карашилик Аксуского района.
Награды
- Герой Социалистического Труда
- Орден Ленина
- Орден Трудового Красного Знамени (29.03.1958)
- Заслуженный мастер животноводства Казахской ССР (1957).